# Cioc-Maidan, Găgăuzia
Cioc-Maidan (în găgăuză Çok Maydan, în rusă Чок-Майдан) este un sat din Unitatea Teritorială Administrativă Găgăuzia, Republica Moldova.

## Demografie

### Structura etnică
Structura etnică a localității conform recensământului populației din 2004:
| Grup etnic                    | Populație | % Procentaj |
| ----------------------------- | --------- | ----------- |
| Găgăuzi                       | 3657      | 93,15%      |
| Băștinași declarați Moldoveni | 149       | 3,80%       |
| Ruși                          | 45        | 1,15%       |
| Ucraineni                     | 33        | 0,84%       |
| Țigani                        | 16        | 0,41%       |
| Bulgari                       | 14        | 0,36%       |
| Alții                         | 12        | 0,31%       |
| Total                         | 3926      |             |

## Administrație și politică
Componența Consiliului local Cioc-Maidan (13 consilieri), ales la 5 noiembrie 2023, este următoarea:
|  | Partid                                       | Consilieri | Componență | Componență |
|  | -------------------------------------------- | ---------- | ---------- | ---------- |
|  | Candidat independent VALENTINA ȘTIROI        | 1          |            |            |
|  | Candidat independent VITALI NICHITA          | 1          |            |            |
|  | Candidat independent ILIA ARNAUT             | 1          |            |            |
|  | Partidul Socialiștilor din Republica Moldova | 2          |            |            |
|  | Candidat independent ANNA ARABADJI           | 1          |            |            |
|  | Candidat independent VICTOR TOMAILÎ          | 1          |            |            |
|  | Candidat independent NADEJDA IANIOGLO        | 1          |            |            |
|  | Candidat independent DMITRI IAMBOGLO         | 1          |            |            |
|  | Candidat independent PIOTR SLAV              | 1          |            |            |
|  | Candidat independent PAVEL ARNAUT            | 1          |            |            |
|  | Candidat independent ANATOLI PLUCCI          | 1          |            |            |
|  | Candidat independent IRINA TETRIOGLO         | 1          |            |            |

## Galerie de imagini

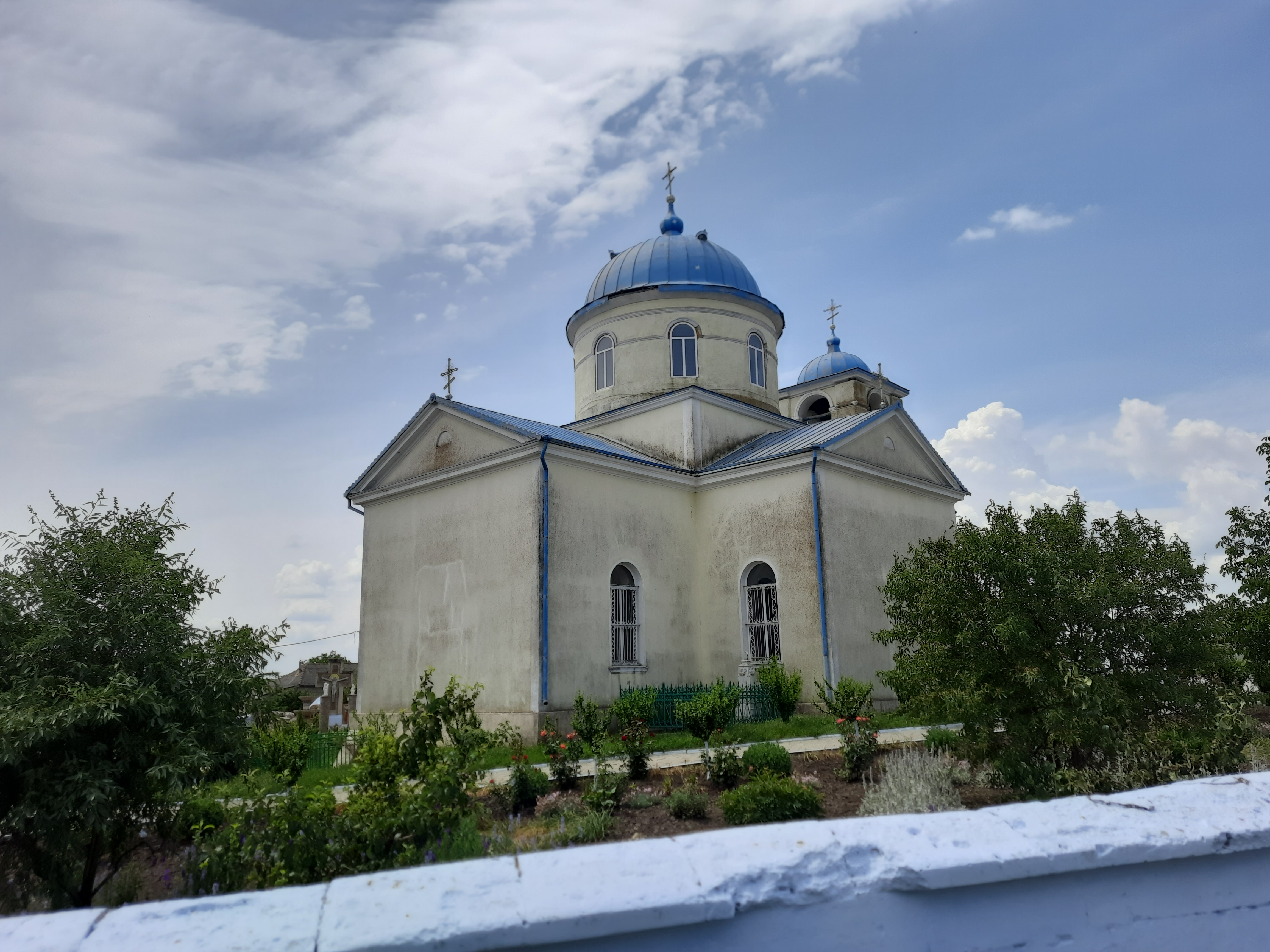
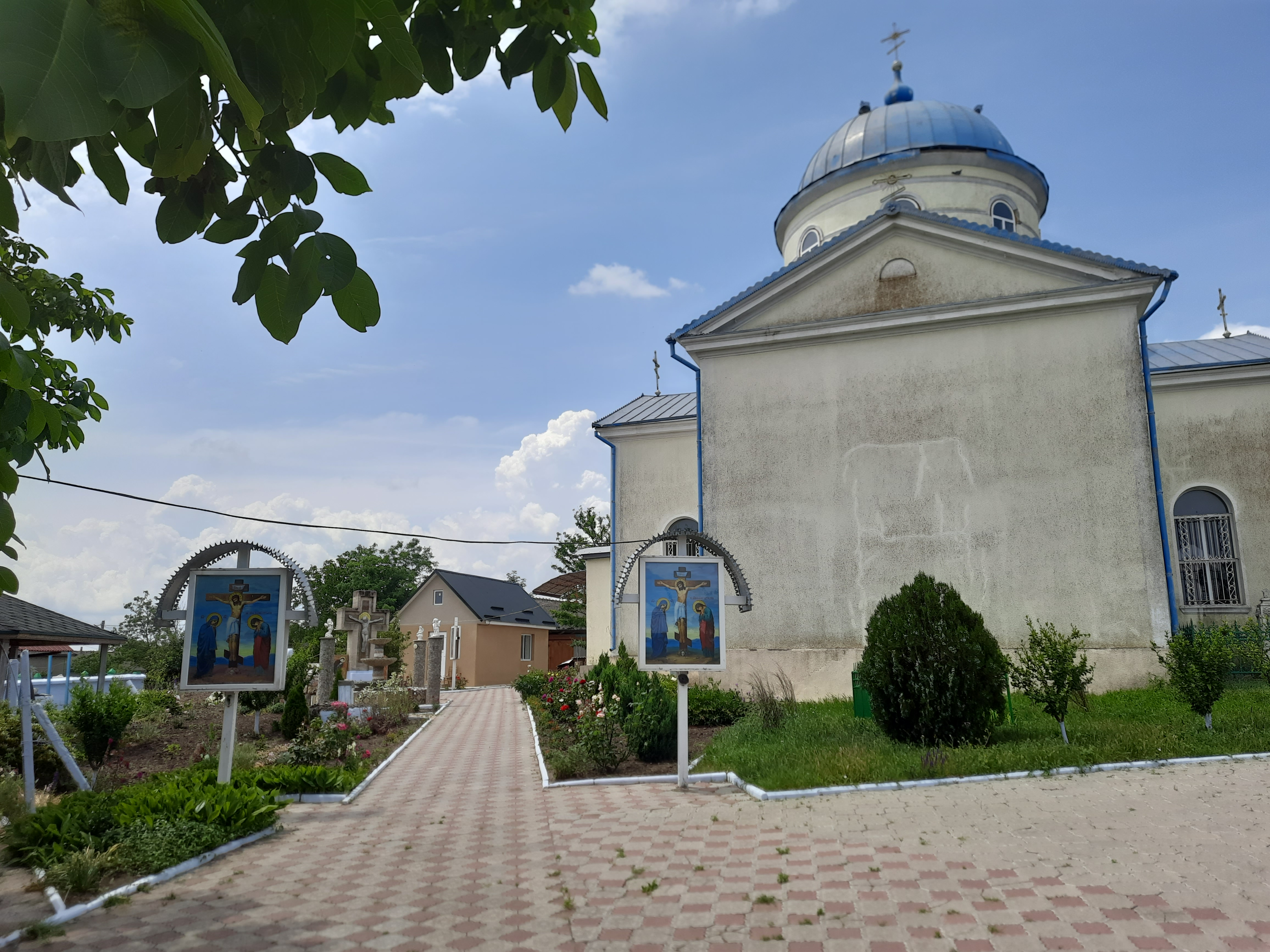
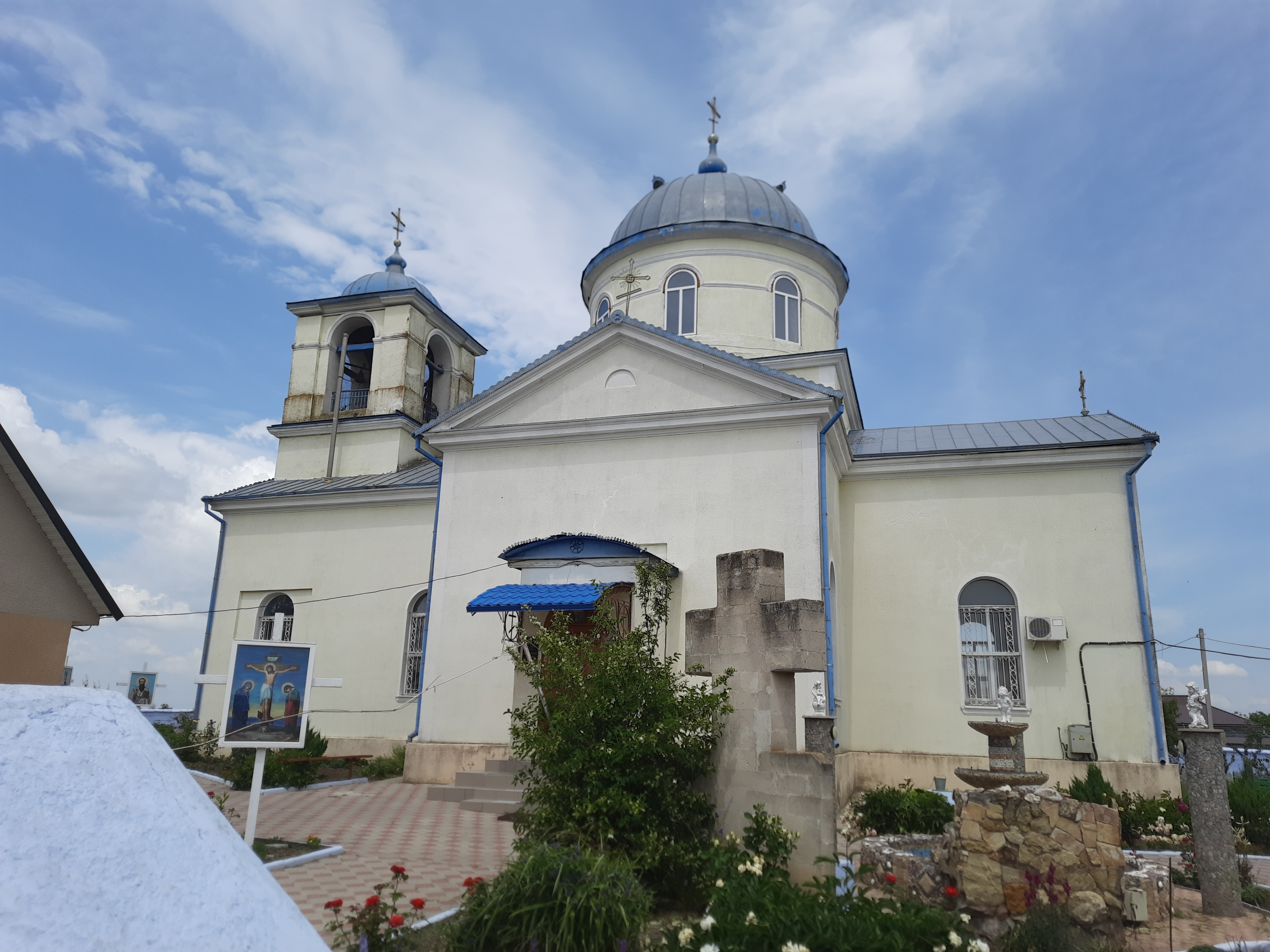
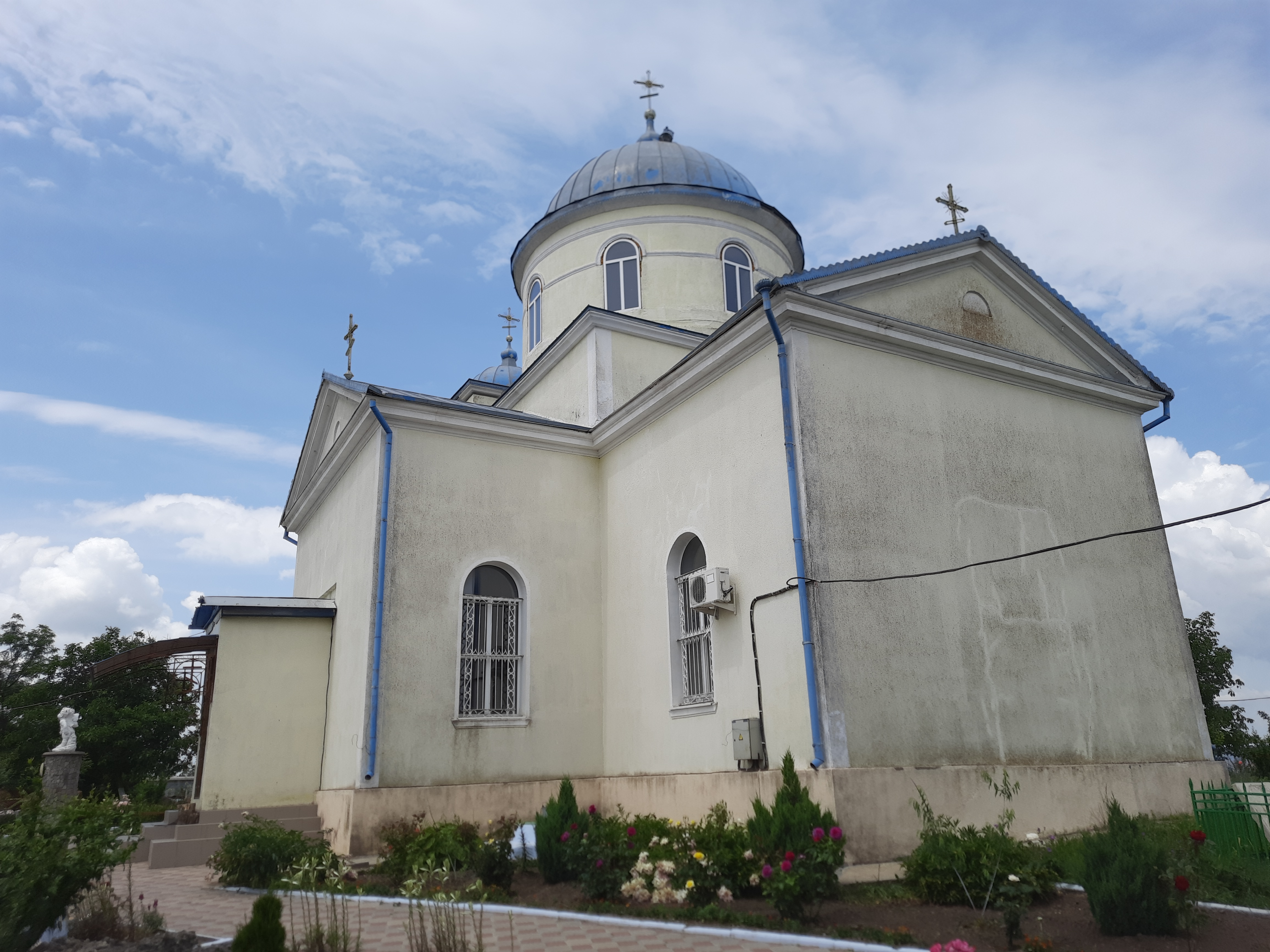
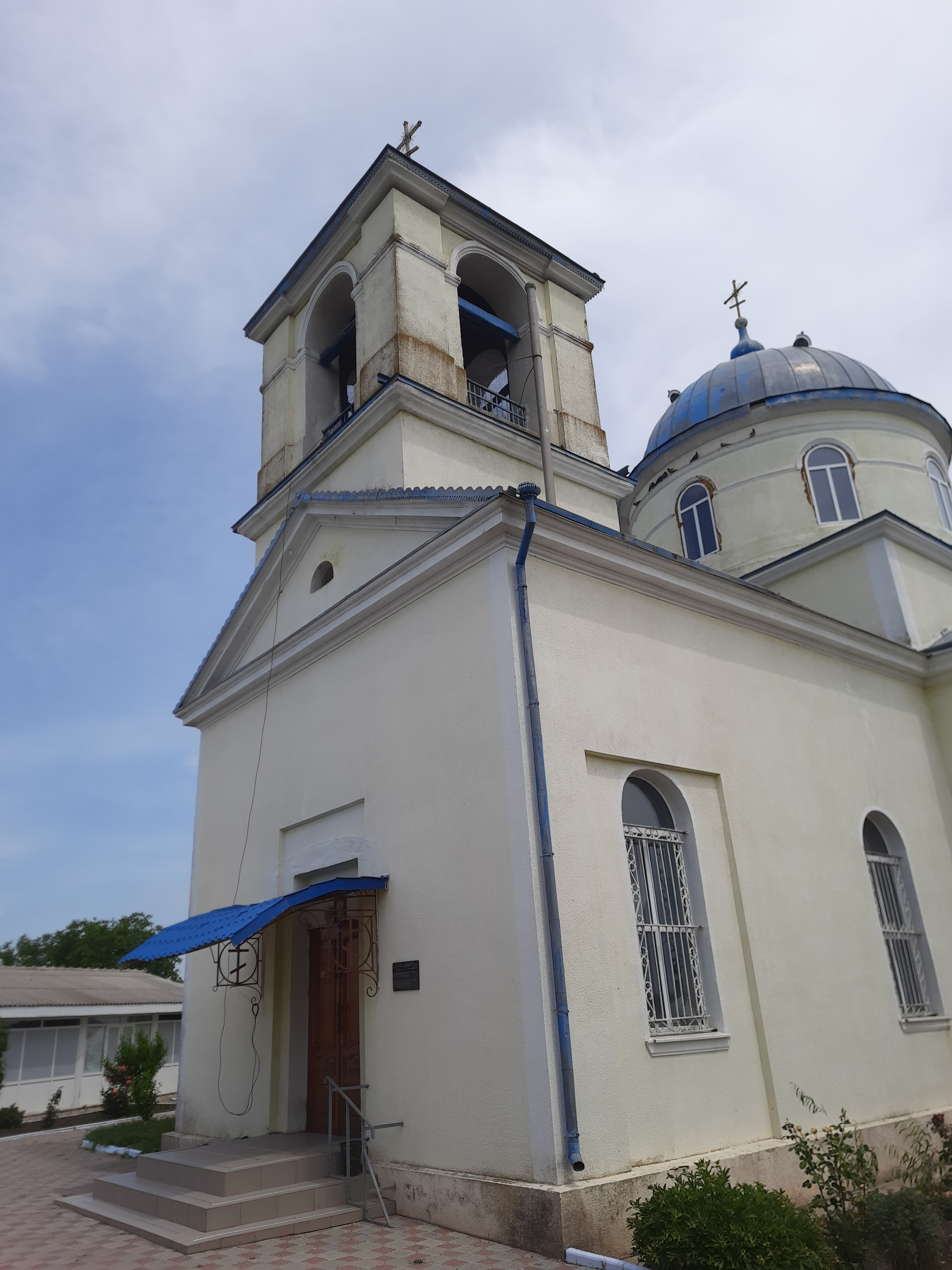
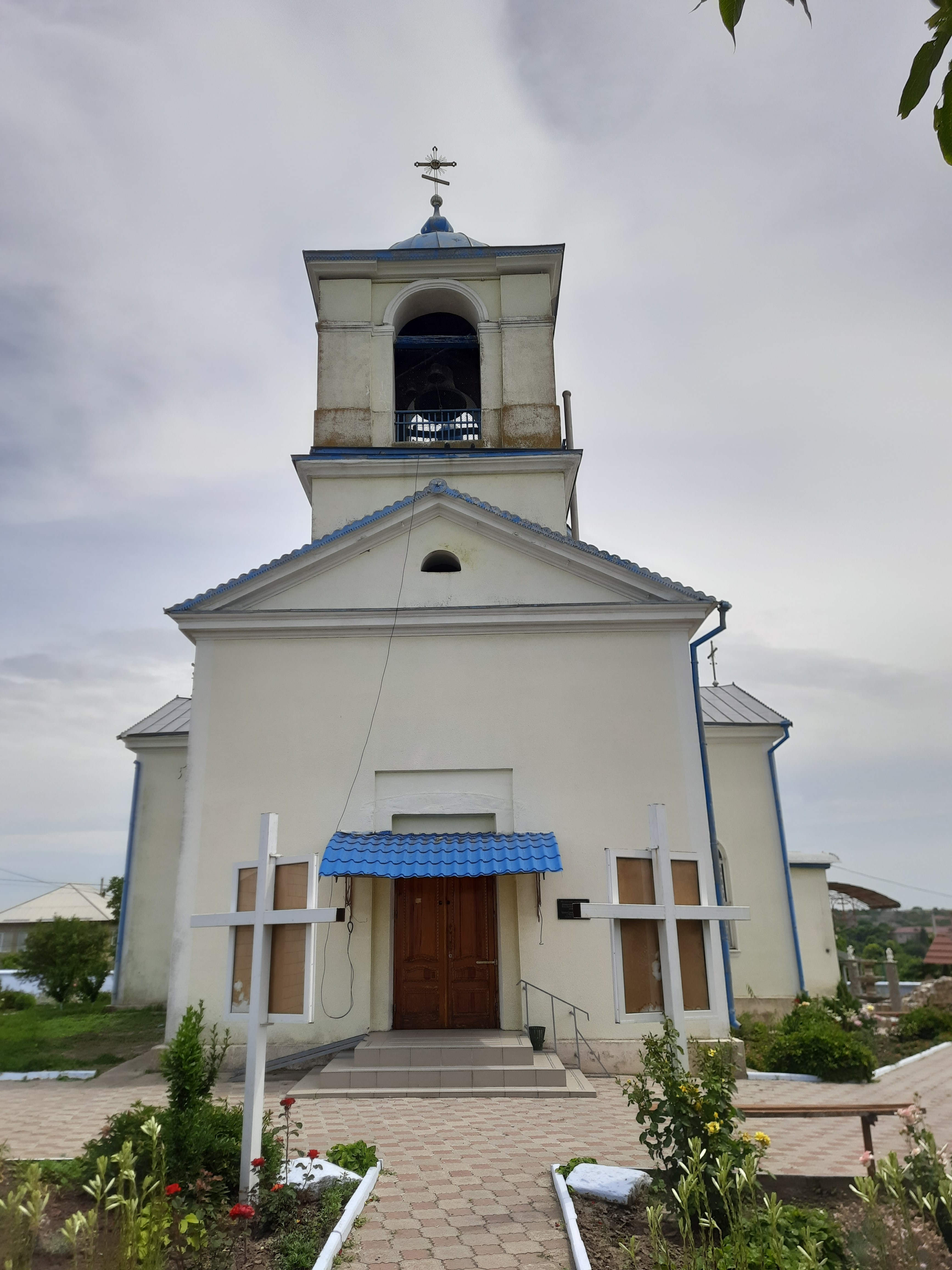
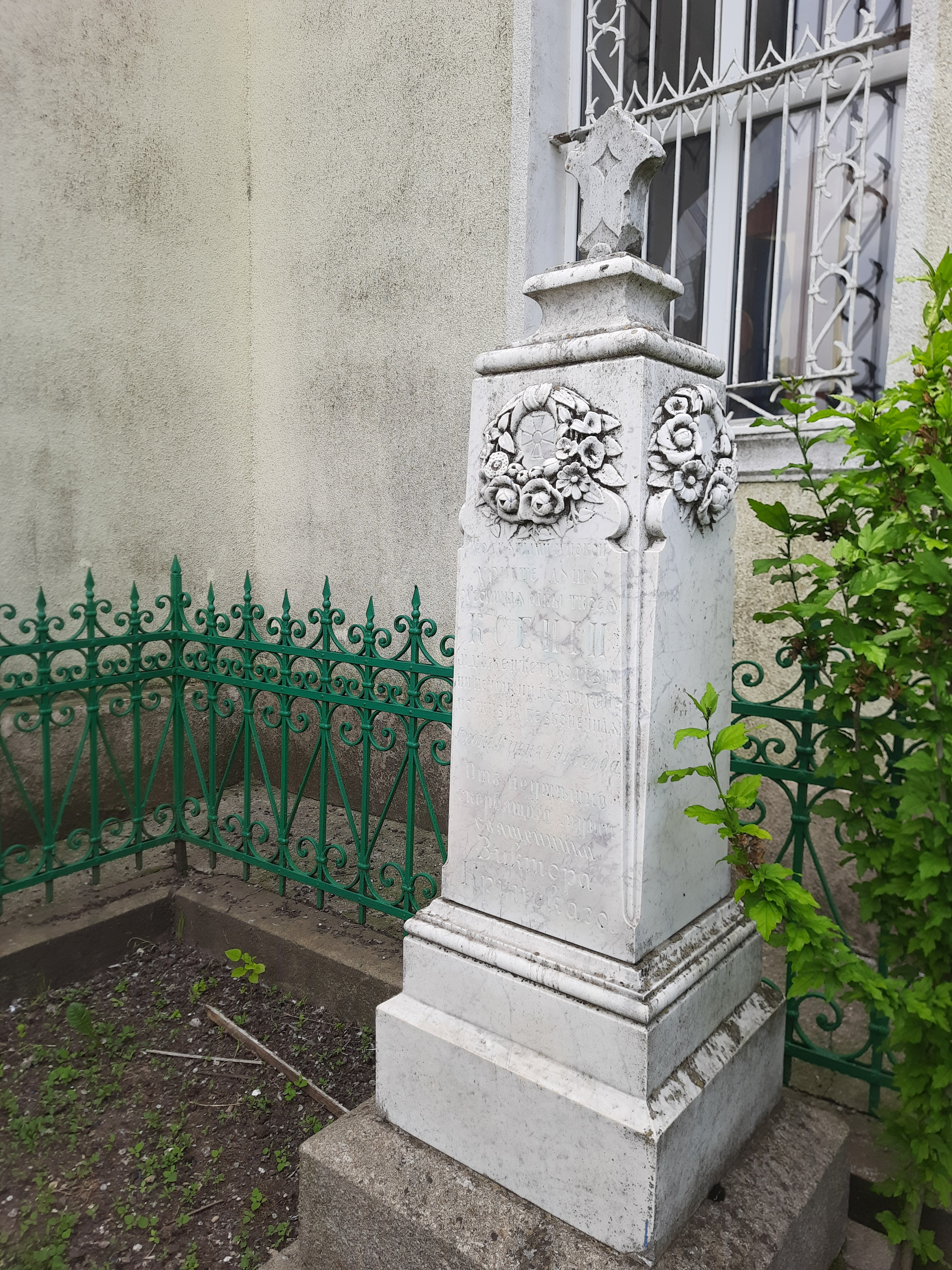

Biserica „Înălțarea Domnului” din localitate, monument ocrotit de stat.